# Liogenys laminiceps
Liogenys laminiceps – gatunek chrząszcza z rodziny poświętnikowatych i podrodziny chrabąszczowatych. Endemit Brazylii.

## Taksonomia
Gatunek ten opisany został po raz pierwszy w 1919 roku przez Juliusa Mosera na łamach „Stettiner Entomologische Zeitung”. Jako lokalizację typową wskazano São Paulo w Brazylii. W 2017 roku redeskrypcji gatunku dokonali Mariana Alejandra Cherman i współpracownicy.

## Morfologia
Chrząszcz o ciele długości 9,8 mm i szerokości 5,5 mm, ubarwionym w całości rudobrązowo.
Głowa ma oczy rozstawione prawie na dwukrotność swoich szerokości i dziewięcioczłonowe czułki. Wykrojenie krawędzi nadustka jest płytkie, szerokie, zaokrąglone; ząbki przednie po jego bokach mają równoległe i krótsze od oka krawędzie zewnętrzne, tworzące kąty rozwarte z wyrostkami bocznymi nadustka, a odległości pomiędzy ząbkami przednimi a wyrostkami bocznymi nadustka są mniejsze od szerokości nasady ząbków.
Przedplecze ma łysy dysk z bardzo rozproszonym i grubym punktowaniem, prostą krawędź przednią oraz rozwarte i prawie kanciaste kąty tylne. Tarczka jest zaokrąglona, grubo punktowana. Błyszczące, łyse, ponad trzykrotnie od przedplecza dłuższe pokrywy mają po cztery słabo widoczne żeberka i wyraźnie wyniesiony szew. Na biodrach przednich występują łuski. Golenie przedniej pary mają trzy ząbki na krawędzi zewnętrznej, z których nasadowy jest najmniejszy, a środkowy i wierzchołkowy równych rozmiarów. Golenie środkowej pary mają kwadratowy przekrój i niekompletną wierzchołkową z dwóch listewek poprzecznych. Uda tylnej pary odznaczają się grubymi, sterczącymi szczecinkami na tylnej krawędzi.
Odwłok ma odsłonięte, porośnięte szczecinkami i łuskami propygidium oraz szerokie, niemal trapezowate, wysklepione, pokryte szczecinkami, zaokrąglone na szczycie pygidium. Genitalia samca mają paramery począwszy od środka długości rozszerzone, przed szczytem najszersze, o zbieżnych krawędziach wewnętrznych i zaokrąglonym szczycie; w widoku bocznym paramery są wklęśnięte.

## Rozprzestrzenienie
Gatunek neotropikalny, endemiczny dla Brazylii, znany tylko ze stanu São Paulo.